# Rokytnice (Přerovi járás)
Rokytnice település Csehországban, Přerovi járásban. Rokytnice Císařov, Troubky, Přerov, Kokory és Brodek u Přerova településekkel határos. Lakosainak száma 1509 fő (2024. január 1.).

## Népesség
A település lakosságának változását az alábbi diagram mutatja:
| Lakosok száma | 871  | 912  | 1243 | 1475 | 1575 | 1422 | 1497 | 1527 | 1519 | 1509 |
|               | 1869 | 1890 | 1921 | 1950 | 1980 | 2001 | 2017 | 2019 | 2022 | 2024 |